# Право на місто
Право на місто (англ. right to the city) – справедливе використання міста відповідно до принципів сталого розвитку, демократії, рівності і соціальної справедливості. Це колективне право мешканців міст (зокрема, осіб із груп, найбільш наражених на несправедливість і маргіналізованих), яке дає їм можливість легітимізації діяльності і організації, в основі їх звичаї, в цілях досягнення повного здійснення права на вільне самовизначення і гідний рівень життя. Право міста залежне від міжнародно визнаних прав людини, включає усі громадянські та політичні, економічні, соціальні, культурні та екологічні права, які регулюються міжнародними договорами, що стосуються прав людини.

## Визначення та інтерпретації

### Анрі Лефевр
У 1967 році французький соціолог і марксистський філософ Анрі Лефевр написав працю Le Droit à la ville, яка була пропозицією нового мислення про місто, урбанізм, міські стратегії і практики соціального забезпечення, пов'язані з існуючою лише в загальних рисах, але прогнозовану самим автором аналітичною наукою про місто.
Концепція «права на місто» була спробою переосмислення лівої політики у світлі змін у класових суспільствах післявоєнного Заходу, а також її виходу за межі держави загального добробуту.

### Девід Гарві
Проблему «права на місто» докладно висвітлено у книзі «Повстання міст» Девіда Гарві. Автор інтерпретує «право на місто» як «право на зміни і винайдення міста заново таким, яким ми його хочемо. Також, що важливо, є правом більш колективним, ніж індивідуальним, тому що винайдення міста заново неминуче залежить від виконання колективної влади над процесами урбанізації».